# テルモピュレ

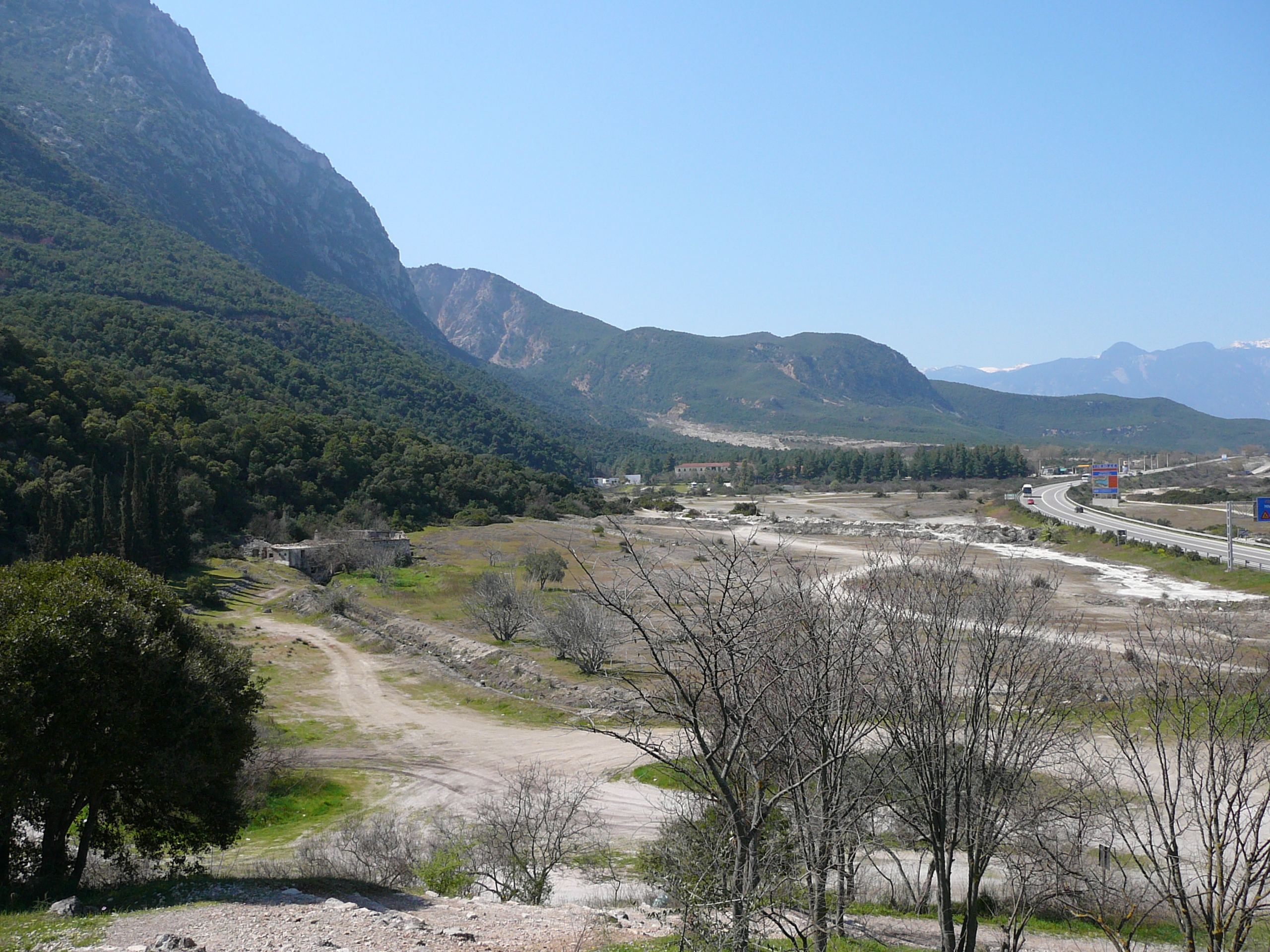
「フォキスの壁（Phocian Wall）」からの景色。古代は海岸と山岳部がもっと近かった。

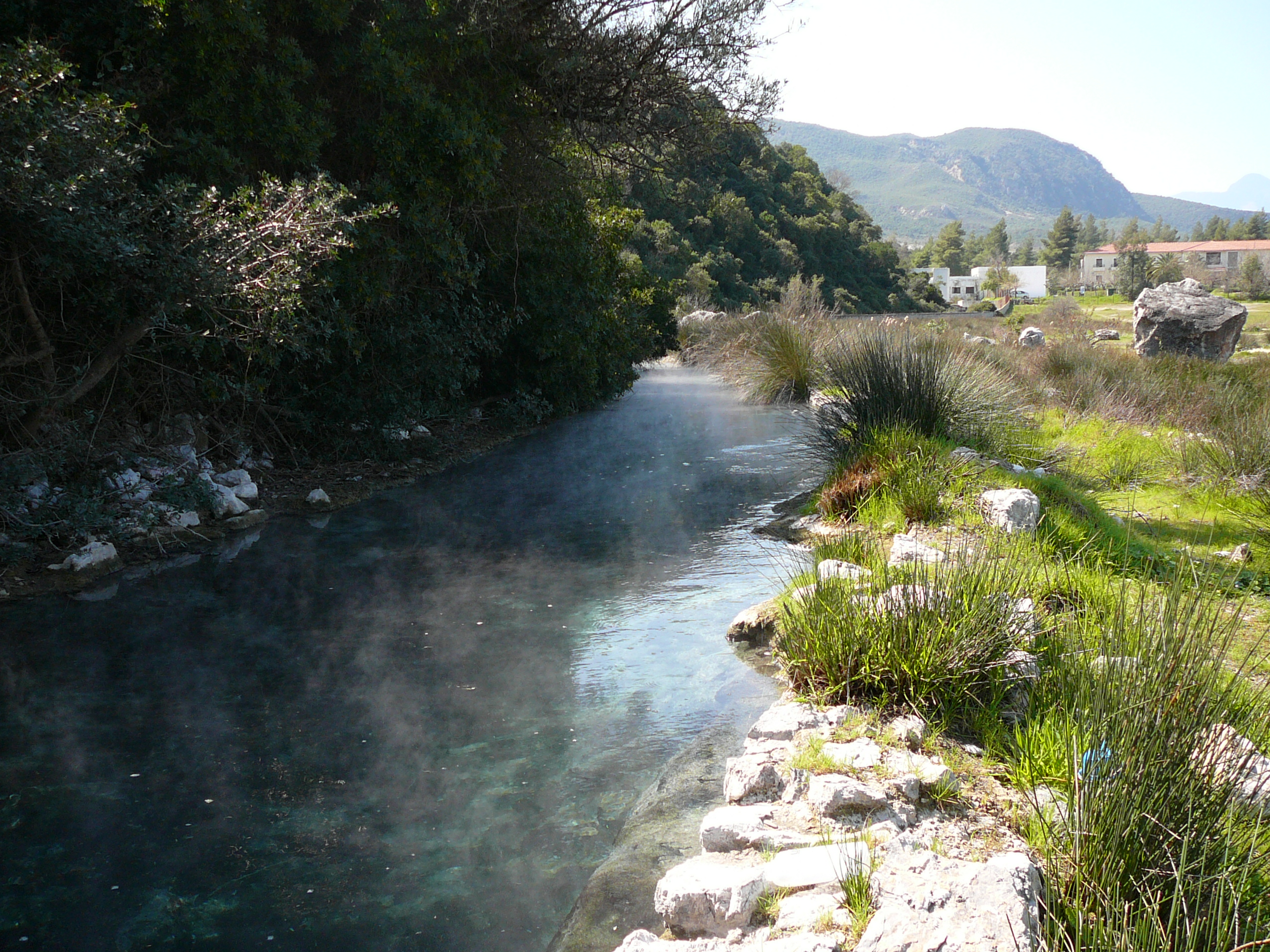
温泉が源泉の川。現代の浴場を遠景に望む。.

テルモピュレ（現代ギリシア語：Θερμοπύλες / Thermopyles
）は、ギリシャ中東部に位置する地名。古代にはテルモピュライ（Θερμοπύλαι）と呼ばれた。
カリモドロス山とマリアコス湾に挟まれた狭隘なこの地には、古よりアッティカ・ボイオティアとテッサリアを結ぶ幹線道路が通過し、防衛に適した要衝としてしばしば戦場となった。とくに著名な戦闘は、紀元前480年に行われたテルモピュライの戦いである。
現在は海岸線が前進しているが、現在もアテネから高速道路を使って北上する場合はラミアの手前で必ずここを通過することになる。行政上はギリシア共和国中央ギリシャ地方フティオティダ県ラミア市に属する。

## 名称
現代ギリシャ語の発音は [θermoˈpiles] で、「テルモピレス」と転記され得る。古代ギリシャ語では [tʰermopýlai]と発音され、「テルモピュライ」と転記され得る。現代ギリシャ語のカサレヴサ（共通文語）でも同様に綴る。「熱い通路・門」を意味しており、熱泉が湧き出ることからこの名がある。
ラテン語では Thermopylaeと綴られ、「テルモピュラエ」などと転記される。また、この綴りが英語などの言語での地名呼称に踏襲されている。

## 地理
古代において、カリモドロス山の峻険な崖とマリアコス湾に挟まれたこの地の道路は、最も狭いところで15m程度の幅しかなく、防衛上有利な地形となっていた。

## 歴史
この地での最も有名な戦闘は、紀元前480年に行われたテルモピュライの戦いである。ヘロドトスの『歴史』によると、210万もの兵力を相手に3日間持ちこたえることができたのは、この地形と途中に築かれた門のよるところが大きい。また、紀元前191年にも、セレウコス朝とローマの戦いが行われている。どちらもカリドロモス山中を迂回するアノパイア間道を利用することで、防衛側が挟撃され、壊滅させられている。
en:Third Sacred War
en:Battle of Thermopylae (279 BC)
en:Battle of Thermopylae (191 BC)
en:Battle of Thermopylae (267)
en:Battle of Spercheios
en:Battle of Alamana
en:Battle of Thermopylae (1941)

## 観光
現在は、国道脇にテルモピュライの戦いで戦死した300名とされるスパルタのレオニダス王のブロンズ像が立っている。